# TuS Metzingen
Turn- und Sportvereinigung Metzingen (TuS Metzingen) är en tysk handbollsklubb från Metzingen i Baden-Württemberg, bildad 1861. Damlaget har spelat i Bundesliga sedan 2012. Bästa ligaplacering är andraplats säsongen 2015/2016. Samma säsong gick laget till final i EHF-cupen.

## Spelare i urval
- Maren Baumbach (1999–2000)
- Elinore Johansson (2024–)
- Thess Krönell (2021–2023)
- Anna Loerper (2014–2018)
- Rebecca Nilsson (2021–2023)
- Isabell Roch (2017–2019)
- Ania Rösler (2000–2004)